# هووک (اسرائیل)
هووک (به لاتین: Hukok) یک منطقهٔ مسکونی در اسرائیل است که در شورای منطقه ایمک هایاردن واقع شده‌است.